# Hirasa pauperodes
Hirasa pauperodes är en fjärilsart som beskrevs av Eugen Wehrli 1953. Hirasa pauperodes ingår i släktet Hirasa och familjen mätare. Inga underarter finns listade i Catalogue of Life.